# Bandon (fiume)
Il Bandon è un fiume della Contea di Cork, in Irlanda. Il suo corso tocca Togher, Murragh, Enniskean, Inishannon e l'omonimo paese Bandon. Sfocia nel Mare Celtico, formando una insenatura che prende il nome di Kinsale Harbour.